# 朱朝堋
修武庄恪王朱朝堋（16世纪—1598年），明朝修武康简王朱勤𭵬的庶长子，明朝第二代修武王。
嘉靖三十七年（1558年），朱勤𭵬去世。嘉靖三十八年（1559年）正月，朱朝堋受封为修武长子。嘉靖四十年（1561年）十月，明世宗遣永康侯徐喬松等為正使，太常寺少卿謝敏行等為副使，持節冊封朱朝堋為修武王。
隆庆三年（1569年）四月，明穆宗御皇極殿传诏遣使冊封兵馬副指揮姜鳳梧的女兒為修武王妃。
万历二十六年（1598年），朱朝堋去世。万历二十九年（1601年），朱朝堋的庶长子修武长子朱在鋗未及袭封也去世。万历三十八年（1610年），赐朱朝堋谥号庄恪。万历四十年（1612年），朱在鋗的庶长子朱肃㶟袭封修武王。